# A Horthy-korszak katolikus ifjúságnevelő könyvei
Az alábbi lista a két világháború közötti Magyarország (Horthy-korszak) népszerű, nagyrészt kifejezetten a fiatalok számára írt katolikus pedagógiai könyveit tartalmazza. (Tehát nem tankönyveket, és nem is a szorosabb értelemben vett pedagógiatudományi szakkönyveket.)
Az első világháború után nagy számmal jelentek meg elsősorban katolikus papok, szerzetesek tollából olyan nevelési könyvek, amelyek nem kizárólag a vallási nevelést tűzték ki célul: korábban elsősorban világi pedagógiai területeket (hazaszeretet, becsület, házasság, életpálya) is feldolgoztak. A nagy sikerű művek egészen az 1940-es évek végéig segítették a magyar ifjúság nevelését, a szocialista hatalomátvétel és egyházüldözés azonban fokozatosan megszüntette az egyházi kiadók működését.

## Fiúnevelési könyvek
| Szerző                                                       | Cím | Kiadó                 | Megjelenési hely | Megjelenési idő | Oldalszám |
| ------------------------------------------------------------ | --- | --------------------- | ---------------- | --------------- | --------- |
| Ádám György – Koszterszitz József – Nagy József – Ürge Antal | Nos rector... – A magyar főiskolai hallgatók könyve elektronikus elérés: UNITAS Archiválva 2018. december 1-i dátummal a Wayback Machine-ben | Szent István Társulat | Budapest         | 1943            | 627 o.    |
| Koszterszitz József                                          | Kamaszok elektronikus elérés: UNITAS | Szent István Társulat | Budapest         | 1941            | 434 o.    |
| Koszterszitz József                                          | Kérdőjelek a fiúszívekben elektronikus elérés: UNITAS                                                                                        | Szent István Társulat | Budapest         | 1943            | 354 o.    |
| Koszterszitz József                                          | Levelek a gólyához elektronikus elérés: UNITAS                                                                                               | Szent István Társulat | Budapest         | 1943            | 167 o.    |
| Koszterszitz József                                          | Lépcsőima elektronikus elérés: UNITAS | Korda R. T.           | Budapest         | 1946            | 410 o.    |
| Koszterszitz József                                          | Viharzóna elektronikus elérés: UNITAS | Szent István Társulat | Budapest         | 1939            | 312 o.    |
| Kovács Sándor                                                | Egy lelked – Beszélgetések az élet megszenteléséről                                                                                          | Szent István Társulat | Budapest         | 1941            | 384 o.    |
| Lantos-Kiss Antal                                            | Diákok lelkiatyja | Szalézi Művek         | Rákospalota      | é. n.           | 197 o.    |
| Lantos-Kiss Antal                                            | E fiúból pap lesz | Szalézi Művek         | Rákospalota      | é. n.           | 111 o.    |
| Lantos-Kiss Antal                                            | Gyakorlati tiszta élet | Szalézi Művek         | Rákospalota      | 1937            | 156 o.    |
| Lantos-Kiss Antal                                            | Ígét váró fiúk | Korda R. T.           | Budapest         | 1941            | 229 o.    |
| Lantos-Kiss Antal                                            | Tiszta munkáskéz – Önnevelési útmutató a munkásifjúság számára                                                                               | Szalézi Művek         | Rákospalota      | é. n.           | 71 o.     |
| Lantos-Kiss Antal                                            | Vezérférfiúság | Korda R. T.           | Budapest         | 1940            | 190 o.    |
| Mojzes Péter                                                 | Kételyek és kételkedők | Szent István Társulat | Budapest         | 1947            | 281 o.    |
| Olasz Péter                                                  | Fiú, légy férfi! – A serdülő fiú önnevelése                                                                                                  | "A Szív" kiadása      | Budapest         | 1928            | 144 o.    |
| P. Plus                                                      | Az életút előtt | Korda R. T.           | Budapest         | 1941            | 127 o.    |
| Radványi Kálmán                                              | Család és élet | Szent István Társulat | Budapest         | 1936            | 306 o.    |
| Schmiedt Béla                                                | A fehér torony hívei | Korda R. T.           | Budapest         | 1942            | 272 o.    |
| Schmiedt Béla                                                | A megváltás szolgái | Szent István Társulat | Budapest         | 1937            | 367 o.    |
| Schmiedt Béla                                                | Isten atlétái | szerzői magánkiadás   | h. n.            | 1931            | 242 o.    |
| Schmiedt Béla                                                | Lelket az életbe | Korda R. T.           | Budapest         | 1942            | 199 o.    |
| Schmiedt Béla                                                | Tükör előtt | Korda R. T.           | Budapest         | 1939            | 218 o.    |
| Schnattner Szigfrid                                          | Divatos bűnök | Szent István Társulat | Budapest         | é. n.           | 32 o.     |
| Schnattner Szigfrid                                          | Tanárszem, diákszív... (szerzetestanár jegyzete)                                                                                             | Korda R. T.           | Budapest         | 1941            | 335 o.    |
| Simon Árkád                                                  | Krisztus a te példaképed! – Szentbeszédek az ifjúság számára                                                                                 | Szent István Társulat | Budapest         | 1940            | 296 o.    |
| Sólyom Sándor                                                | A titokzatos élet | Stephaneum Nyomda     | Budapest         | 1947            | 202 o.    |
| Sólyom Sándor                                                | Honnan? Hová? Miért? | szerzői magánkiadás   | Budapest         | 1947            | 200 o.    |
| Sólyom Sándor                                                | Ismerd meg magadatǃ | Stephaneum Nyomda     | Budapest         | 1946            | 176 o.    |
| Szívós Donát                                                 | A ma diákja elektronikus elérés: UNITAS | Szent István Társulat | Budapest         | 1936            | 324 o.    |
| Szívós Donát                                                 | Diáklelkigyakorlatok elektronikus elérés: UNITAS                                                                                             | Szent István Társulat | Budapest         | 1938            | 314 o.    |
| Szívós Donát                                                 | Emberek a mérlegen | Korda R. T.           | Budapest         | 1941            | 193 o.    |
| Szívós Donát                                                 | Magyar vagyok! | Korda R. T.           | Budapest         | 1943            | 326 o.    |
| Szívós Donát                                                 | Szerelmes vagy? | Korda R. T.           | Budapest         | 1942            | 340 o.    |
| Szívós Donát                                                 | Szülők, tanárok négyszemközt | Korda R. T.           | Budapest         | 1944            | 408 o.    |
| Szívós Donát                                                 | Világáramlatok sodrában elektronikus elérés: UNITAS                                                                                          | Korda R. T.           | Budapest         | 1940            | 210 o.    |
| Tarnóczi János                                               | Ránk vár az élet... | Szent István Társulat | Budapest         | é. n.           | 261 o.    |
| Tihanyi Tibor                                                | Áhitattal, illendően, nemesen – Apró szabályok vallási gyakorlataink helyes végzéséhez                                                       | Szent István Társulat | Budapest         | 1942            | 51 o.     |
| Tihanyi Tibor                                                | Úriasan, finoman – Villámszabályok az illemtanból diákok számára                                                                             | Szent István Társulat | Budapest         | 1938            | 40 o.     |
| Tomka Ágoston                                                | Mit beszéltem diákjaimmal az életről? | Korda R. T.           | Budapest         | 1942            | 320 o.    |
| Tomka Ágoston                                                | Mit beszéltem diákjaimmal Istenről? | Korda R. T.           | Budapest         | 1942            | 296 o.    |
| Tower Vilmos                                                 | Ha megöregszünk | Korda R. T.           | Budapest         | 1944            | 120 o.    |
| Tower Vilmos                                                 | Kit vegyek el feleségül? elektronikus elérés: PPEK                                                                                           | Korda R. T.           | Budapest         | 1943            | 167 o.    |
| Tóth Tihamér                                                 | A jellemes ifjú – Dohányzol? elektronikus elérés: PPEK                                                                                       | Szent István Társulat | Budapest         | 1935            | 208 o.    |
| Tóth Tihamér                                                 | A keresztény házasság | Szent István Társulat | Budapest         | 1936            | 255 o.    |
| Tóth Tihamér                                                 | A művelt ifjú – Ne igyálǃ elektronikus elérés: PPEK                                                                                          | Szent István Társulat | Budapest         | 1936            | 228 o.    |
| Tóth Tihamér                                                 | A tiszta férfiúság elektronikus elérés: PPEK                                                                                                 | Szent István Társulat | Budapest         | 1935            | 231 o.    |
| Tóth Tihamér                                                 | A vallásos ifjú elektronikus elérés: PPEK | Szent István Társulat | Budapest         | 1936            | 239 o.    |
| Tóth Tihamér                                                 | Krisztus és az ifjú elektronikus elérés: PPEK                                                                                                | Szent István Társulat | Budapest         | 1935            | 280 o.    |
| Van der Meer                                                 | A végtelen igézetében | Korda R. T.           | Budapest         | 1947            | 170 o.    |
| Wöhrmüller Bonifác                                           | Férfias kereszténység | Szent István Társulat | Budapest         | 1939            | 339 o.    |

## Nőnevelési könyvek
| Szerző                               | Cím                                                                        | Kiadó                 | Megjelenési hely | Megjelenési idő | Oldalszám      |
| ------------------------------------ | -------------------------------------------------------------------------- | --------------------- | ---------------- | --------------- | -------------- |
| Özv. Báthory Nándorné                | Asszonyi Életművészet                                                      | Szent István Társulat | Budapest         | é. n.           | 155 o.         |
| Csaba Margit                         | Amit a fiatal asszonynak tudnia kell                                       | Szent István Társulat | Budapest         | 1937            | 144 o.         |
| Csaba Margit                         | Amit a nagyleánynak tudnia kell                                            | Szent István Társulat | Budapest         | 1940            | 163 o.         |
| Csaba Margit                         | Amit a serdülő leánynak tudnia kell                                        | Szent István Társulat | Budapest         | 1937            | 163 o.         |
| Csaba Margit                         | Amit az édesanyának tudnia kell                                            | Szent István Társulat | Budapest         | 1940            | 175 o.         |
| Dán György                           | Ő meg én – leányoknak, asszonyoknak                                        | Szent István Társulat | Budapest         | 1942            | 167 o.         |
| Jámbor László                        | A hetedik a házasság                                                       | A "Szív" kiadása      | Budapest         | 1938            | 119 o.         |
| Jámbor László                        | Levelek húgomhoz – Gondolatok és tanácsok katolikus leányok számára I–III. | Korda R. T.           | Budapest         | 1941            | 214+214+194 o. |
| Gausz Tibor                          | A jegygyűrűért                                                             | Korda R. T.           | Budapest         | 1941            | 252 o.         |
| Gausz Tibor                          | Énekeljen a szived isǃ                                                     | Korda R. T.           | Budapest         | 1942            | 205 o.         |
| Gausz Tibor                          | Ha az ő szavát halljátok...                                                | Korda R. T.           | Budapest         | 1943            | 248 o.         |
| Gausz Tibor                          | Két gyűrű egy boldogság                                                    | Korda R. T.           | Budapest         | 1947            | 171 o.         |
| Gausz Tibor                          | Ragyogó szemek                                                             | Korda R. T.           | Budapest         | 1942            | 182 o.         |
| Gerely Jolán                         | Add nekem a szívedet                                                       | Korda R. T.           | Budapest         | 1939            | 185 o.         |
| Gerely Jolán                         | Ha tudnád...                                                               | Szent István Társulat | Budapest         | é. n.           | 179 o.         |
| Gerely Jolán                         | Hivatás vagy robot?                                                        | Korda R. T.           | Budapest         | 1934            | 208 o.         |
| Gerely Jolán                         | Ki vagyok?                                                                 | Korda R. T.           | Budapest         | 1941            | 295 o.         |
| Gerely Jolán                         | Mai lányok útja                                                            | Szent István Társulat | Budapest         | é. n.           | 201 o.         |
| Gerely Jolán                         | Majd ha asszony leszek...                                                  | Korda R. T.           | Budapest         | 1944            | 253 o.         |
| Mojzes Péter                         | Lányok az Isten tenyerén elektronikus elérés: UNITAS                       | Szent István Társulat | Budapest         | 1943            | 540 o.         |
| Müller Lajos                         | Leányhivatások                                                             | Korda R. T.           | Budapest         | 1931            | 56 o.          |
| Müller Lajos                         | Leánybarátkozások                                                          | Korda R. T.           | Budapest         | 1932            | 59 o.          |
| Puszta Sándor                        | Levelek Anonymához                                                         | Szent István Társulat | Budapest         | 1941            | 234 o.         |
| Tihanyi Tibor                        | Helyesen és Szépen – Rövid szabályok az illemtanból leányok számára        | Szent István Társulat | Budapest         | 1940            | 47 o.          |
| Tower Vilmos                         | Kihez menjek feleségül? elektronikus elérés: PPEK                          | Korda R. T.           | Budapest         | 1943            | 200 o.         |
| Stadler Frieda                       | A magányos gyümölcsfa                                                      | Szent István Társulat | Budapest         | 1944            | 256 o.         |
| Stadler Frieda                       | Keresgélés rövid hullámhosszon...                                          | Szent István Társulat | Budapest         | 1941            | 155 o.         |
| Stadler Frieda – gróf Zichy Rafaelné | Mit, mikor, hogyan kell tenni, hogy szép, okos és helyes legyen            | Athenaeum             | Budapest         | é. n.           | 208 o.         |
| Stadler Frieda                       | Szeretnéd, ha szeretnének?                                                 | Szent István Társulat | Budapest         | 1936            | 168 o.         |
| Stadler Frieda                       | Valaki vár engem                                                           | Szent István Társulat | Budapest         | 1934            | 148 o.         |

## Függelék – protestáns nevelési könyvek
- Karácsony Sándor: Barátság és szerelem, Exodus, Budapest, 1938, 134 p